# Monstranz (Heraldik)

heraldische Darstellung einer sonnenartigen Monstranz.

Die Monstranz ist in der Heraldik eine gemeine Figur und wird im Wappen prachtvoll, aber nicht einheitlich dargestellt. Vorrangig findet sich diese Wappenfigur in der kirchlichen Heraldik, wie zum Beispiel in den Wappen von Bischöfen.
Die Blasonierung sollte das liturgisches Gerät nach Art (Turm-, Altarretabel- oder Laternenmonstranz, Scheibenmonstranz, Sonnen- oder Strahlenmonstranz) und Gestalt hinreichend beschreiben. Hierbei sind der Fuß, der Schaft und der Aufsatz, die überwiegend in der Tingierung Gold im Wappen gestellt werden, gut zu umreißen. Die Monstranz kann durch einen Strahlenkranz, ein Kreuz, einen Glorienschein oder einen Edelstein aufgewertet sein.

Bischofswappen Raymond Francis Chappettos mit Monstranz
Von einer Mandorla umgebene Monstranz
Wappen von Bellemagny, in Blau eine goldene Monstranz mit silbernen Kreuz im Spiegel